# NGC 675
NGC 675 este o galaxie spirală situată în constelația Berbecul. A fost descoperită în 25 septembrie 1886 de către Lewis A. Swift. Se află la o distanță de 71,29 de megaparseci de Pământ.